# Palacio de Köpenick

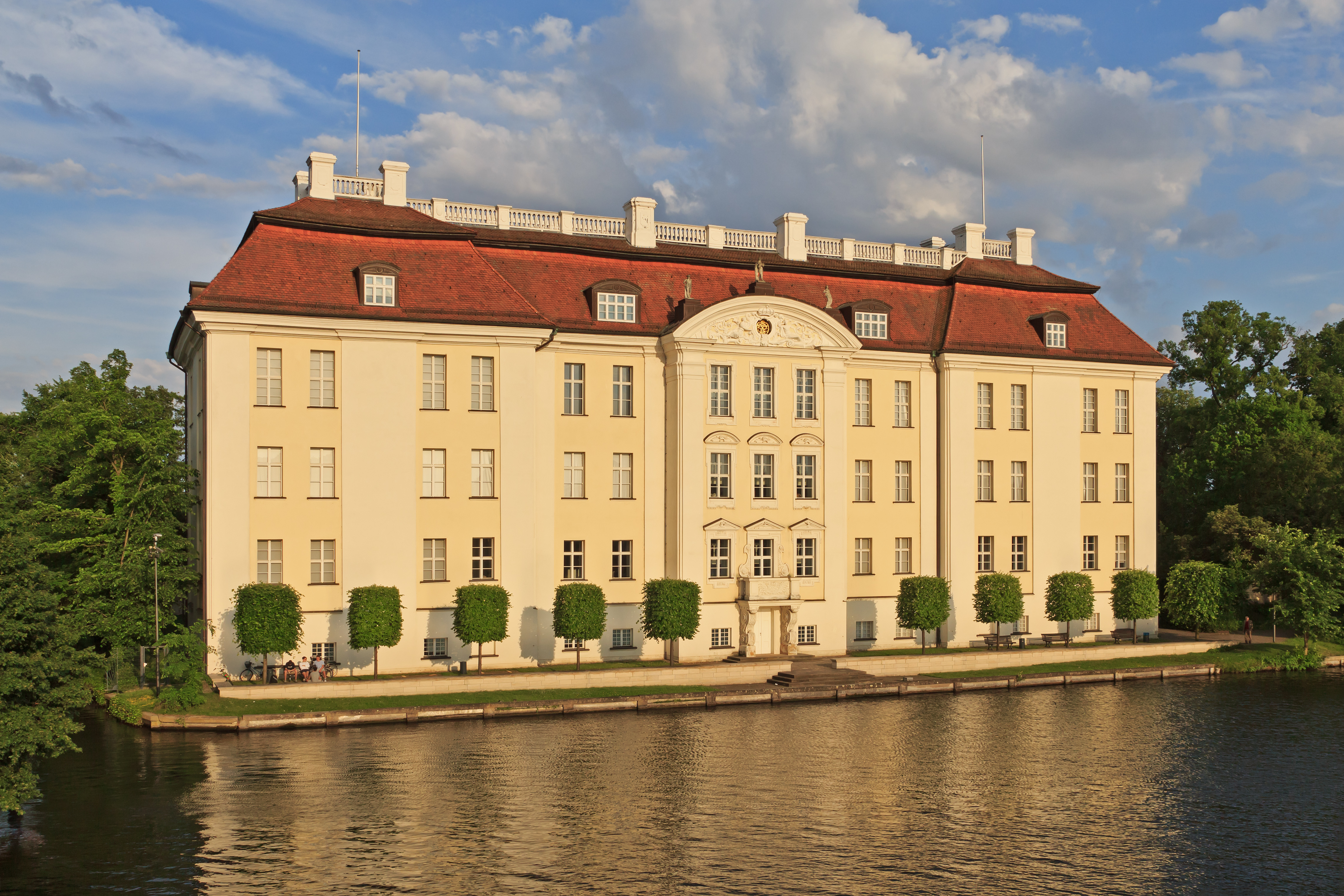
Palacio de Köpenick

El Palacio de Köpenick es un palacio barroco rodeado de agua de los electores Hohenzollern de Brandeburgo que se encuentra en una isla en el río Dahme rodeado de un parque de estilo inglés y da nombre a Köpenick, un distrito de Berlín.
El castillo fue originalmente construido sobre los fundamentos de un castillo eslavo (siglo VI) en 1558 como pabellón de caza por orden del Elector Joaquín II Héctor de Brandeburgo. El edificio en estilo Renacentista fue localizado en una isla del río en el lugar de un antiguo fuerte medieval. Joaquín II murió ahí en 1571. En 1631 sirvió como cuartel general del rey Gustavo Adolfo de Suecia, donde —sin resultados— pidió  asistencia a su cuñado el Elector Jorge Guillermo para la Guerra de los Treinta Años.
Federico I de Prusia hizo reconstruir el pabellón y lo amplió en 1677 y vivió aquí junto con su primera esposa Isabel Enriqueta de Hesse-Kassel. En 1730 Federico II de Prusia, entonces Príncipe de la Corona, y su amigo Hans Hermann von Katte enfrentaron una corte marcial por deserción en el Palacio de Köpenick. En la actualidad el castillo, rodeado por un pequeño, parque sirve como Museo de Artes Decorativas de Berlín, gestionado por la Fundación de Patrimonio Cultural Prusiano como parte de los Museos Estatales de Berlín.
Desde 1963, el Palacio de Köpenick ha sido utilizado por el Kunstgewerbemuseum como espacio de exposición. Siendo renovado en 2004, el palacio acomoda el museo de artes con la exposición permanente "RoomArt", mostrando las artes decorativas de los periodos del Renacimiento, Barroco y Rococó. El museo también presenta las obras maestras destacadas en diseño interior de los siglos del XVI al XVIII.

## Bibliografía

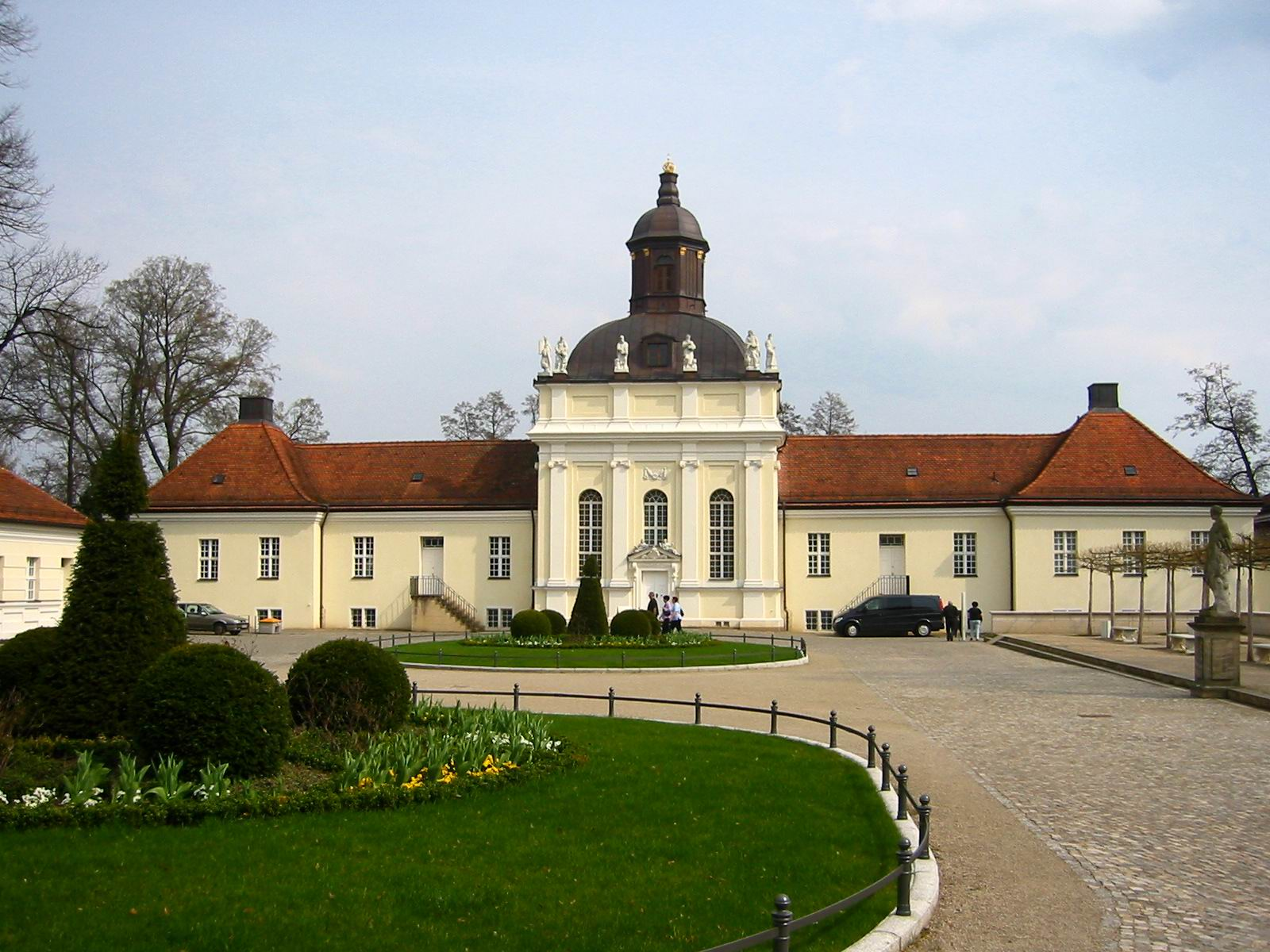
La iglesia del palacio.